# About You Now
"About You Now" är en BRIT Award-nominerad singel från 2007 inspelad av den brittiska tjejgruppen Sugababes, skriven av Cathy Dennis och producenten Dr. Luke till gruppens fjärde studioalbum, Change 2007. Låten är albumets inledningsspår, och släpptes som första singel från albumet mellan september och oktober 2007.
Vid släppet blev låten gruppens på listorna högst placerade singel sedan "Push the Button" 2005, och toppade listorna i Estland, Slovenien, Ungern och Storbritannien, och placerade sig bland de tio främsta i bland annat Österrike, Cypern, Tyskland, Republiken Irland, Norge, Polen och Spanien. En akustisk version av låten är bonusspår på gruppens sjätte studioalbum Catfights and Spotlights från 2008.

## Släpp och mottagande
Låten blandar "pop", "rock" och "electro," liksom många andra låtar producerade av Dr. Luke. Albumversionen, som användes till låtens musikvideo, är längre än radioversionen och innehåller en extravers av Berrabah och ett extrastick av Buchanan. Den 8 september 2007 framförde Sugababes "About You Now" live på Ant & Dec's Saturday Night Takeaway.
"About You Now" fick bra kritik av båda recensenter och fans. PopJustice beskrev låten som ett "pop-electro-rock mästerverk." Bloggens författare Peter Robinson förklarade också att "det kunde inte förklaras bättre, och den var helt enkelt en fantastisk poplåt."

Alex Fletcher från Digital Spy sa "texten är Waterman-aktig perfekt pop kryddad med Sugababes "kinkiness"."
I januari 2008 nominerades "About You Now" till en BRIT Award för "Bästa brittiska singel".

## Listplaceringar
"About You Now" släpptes i Storbritannien den 17 september 2007, och debuterade på den brittiska singellistan på 35:e plats den 23 september 2007  efter att remixpaketet för laglig nedladdning släppts. En vecka senare släpptes låten officiellt för nedladdning, och klättrade då upp rekordmånga 34 platser till listans topp, vilket senare slogs av Pinks "So What" som klättrade 37 platser. Detta gjorde Sugababes till fjärde akt och andra brittiska akt (efter Mika och hans singel "Grace Kelly") att toppa enbart genom nedladdning, vilket innebar gruppens sjätte singeletta i hemlandet Storbritannien. Singeln tillbringade fyra veckor i toppen, bättre än tidigare framgångar som gruppens tidigare största hitlåt "Push the Button." Enligt VH1, rankades den som sjätte mest nedladdade och sjätte bäst säljande singel i Storbritannien under 2007.
I Republiken Irland debuterade "About You Now" på tionde plats på den irländska singellistan, enbart genom nedladdningar. En vecka senare klättrade den upp till femte plats genom fysiskt släpp, och nådde som högst en andraplats i två veckor, och blev Sugababes fjärde singel att bäst placera sig tvåa. I Österrike debuterade den på 13:e plats på den österrikiska singellistan, där den som högst placerade sig på fjärde plats den tredje gruppen, och blev gruppens största hitlåt där efter "Push the Button" och "Overload". "About You Now" hade liknande framgångar i Tyskland där den också nådde fjärde plats på den tyska singellistan, och blev även där Sugababes tredje största hitlåt, återigen efter "Push the Button" och "Overload". På australiska ARIA-listan placerade den sig som högst på en 57:e plats. I Nya Zeeland tillbringade låten 21 veckor på listorna, men nådde som högst 18:e plats. Låten nådde som högst andra plats på MTV Adria Top 20 Chart. I Serbien toppade den KG9-flashlistan i två veckor. Den 30 december 2009 meddelades att "About You Now" blev 98:e bäst säljande låt under 2000-talets första decennium på Nihals Radio 1-show.
Dessutom sammanställde PPL:s:s musikreportrar en top 50-lista över årtiondets 50 bästa låtar, baserad på speltid i brittisk radio, TV, online och för allmänheten, där "About You Now" placerade sig på femte plats.
Den 13 juli 2008 återinträdde "About You Now" på den brittiska singellistan, på 48:e plats innan den kommande vecka klättrade upp till 34:e plats, efter att ha hörts i ett avsnitt av Hollyoaks. Denna version, inspelad för BBC Radio 1:s Live Lounge, användes vid Max Cunninghams begravning.

## Musikvideo
Musikvideon till "About You Now" regisserades av Marcus Adams och filmades den 24 augusti 2007 i Festival Hall i Waterloo i London, England, Storbritannien. Olika bilder läckte ut på internet följande dag, men det var inte förrän 6 september 2007 som hela videon via Internet hade världspremiär. Den 7 september 2007 hade videon också debuterat i musikkanaler. Videon tillägnades Tim Royes, som regisserade videor till Sugababes singlar "Red Dress" och "Easy." 2006.

## Format och låtlistor
Brittisk promo
1. "About You Now" [Sticky 'Dirtypop' Remix] - 4:50
2. "About You Now" [Spencer & Hill Remix] - 5:49
3. "About You Now" [Sticky 'Dirtypop' Remix Radio Edit] - 3:26
4. "About You Now" [Radio Edit] - 3:09

Brittisk CD1
1. "About You Now" [Radio Edit] - 3:09
2. "Rocks" [Napster Live Session] - 3:03

Brittisk CD2 / Internationell cd
1. "About You Now" [Album Version] - 3:32
2. "About You Now" [Sticky 'Dirtypop' Remix] - 4:48
3. "About You Now" [Spencer & Hill Remix] - 5:51
4. "In Recline" - 3:26

Brittisk 7"
1. "About You Now" [Sticky 'Dirtypop' Remix] - 4:50
2. "About You Now" [Spencer & Hill Remix] - 5:49
3. "About You Now" [Album Version] - 3:32
4. "About You Now" [Kissy Sell Out Remix] - 5:23

## Släpphistorik
| Region            | Datum             | Format              | Label          |
| ----------------- | ----------------- | ------------------- | -------------- |
| Storbritannien    | 24 september 2007 | Digital nedladdning | Island Records |
| Republiken Irland | 28 september 2007 | CD-singel           | Island Records |
| Storbritannien    | 1 oktober 2007    | CD-singel           | Island Records |
| Australien        | 6 oktober 2007    | CD-singel           | Island Records |
| Tyskland          | 12 oktober 2007   | CD-singel           | Island Records |
| Frankrike         | 25 februari 2008  | CD-singel           | Island Records |
| Spanien           | 12 maj 2008       | Airplay             | Island Records |

## Listplaceringar
| Lista (2007-2008)                | Topplacering |
| -------------------------------- | ------------ |
| Australiska singellistan         | 57           |
| Österrikiska singellistan        | 4            |
| Belgiska singellistan (Flandern) | 28           |
| Belgium tiplistan (Vallonien)    | 7            |
| Tjeckiska spellistan             | 1            |
| Danska singellistan              | 12           |
| Dutch Top 40                     | 18           |
| Finländska singellistan          | 19           |
| Franska singellistan             | 19           |
| Tyska singellistan               | 4            |
| Ungerska spellistan              | 1            |
| Irländska singellistan           | 2            |
| Nyzeeländska singellistan        | 18           |
| Norska singellistan              | 7            |
| Slovakiska spellistan            | 2            |
| Svenska singellistan             | 40           |
| Schweiziska singellistan         | 21           |
| Brittiska singellistan           | 1            |

| Lista (2000–2009)              | Topplacering |
| ------------------------------ | ------------ |
| UK Top 100 Songs of the Decade | 98           |

## Andra versioner och förekomster
Officiella versioner och remixer och deras förekomster, av "About You Now".
| Version                            | Förekomst                                       |
| ---------------------------------- | ----------------------------------------------- |
| Albumversion                       | Singeln "About You Now" Change [Fransk version] |
| Radioutgåva                        | Singeln "About You Now"                         |
| Kissy Sell Out Remix               | Singeln "About You Now"                         |
| Spencer & Hill Remix               | Singeln "About You Now"                         |
| Sticky 'Dirtypop' Remix            | Singeln "About You Now"                         |
| Sticky 'Dirtypop' Remix Radio Edit | Singeln "About You Now"                         |
| Radio 1 Live Lounge                | Singeln "Change"                                |
| Akustisk version                   | Catfights and Spotlights                        |

## Coverversioner

### Miranda Cosgroves cover
Nickelodeon-stjärnan Miranda Cosgrove spelade in en cover på "About You Now" på iCarlys soundtrack. Den släpptes som tredje singel från series soundtrack. Cosgrove framförde låten på Macy's Thanksgiving Day Parade och under för-showen till Nickelodeon Kids' Choice Awards 2009.

#### Musikvideo
Musikvideon, som regisserades av Billie Woodruff, debuterade på Nickelodeon den 5 december 2008, efter premiären av Merry Christmas, Drake & Josh. Den innehöll mexikanske sångaren Diego González som Cosgroves kärlek

#### Officiella versioner
Ursprungsversionen fanns på iCarly soundtrack, och både ursprungsversionen och Spider Remix-versionen fans på EP-skivan.
- "About You Now" - 3:10
- "About You Now" (Spider Remix) - 3:24

EP-låtlista 
1. "About You Now" - 3:10
2. "FYI" - 3:01
3. "Party Girl" - 3:12
4. "Stay My Baby" (Spider Remix) - 2:59
5. "About You Now" (Spider Remix) - 3:24

Total tid - 15:46
Låten fanns också på blandade artister-samlingen Now That's What I Call Music! 30.

#### Listplaceringar
Cosgroves version av "About You Now" nådde som högst 47:e plats på Billboard Hot 100. På listorna blev detta hennes då mest framgångsrika singel.
| Lista (2009)         | Topplacering |
| -------------------- | ------------ |
| US Billboard Hot 100 | 47           |

### Andra versioner
- En akustisk, långsammare version spelades in av Youtube-musikern Martina Hassgren (även känd som giftofmelody);[22] vilket inspirerade Radio 1 Live Lounges version på singeln "About you now".[23]
- Rachel Tucker framförde låten under första veckan av BBC1:s liveshow I'd Do Anything.
- The Saw Doctors spelade in en cover på låten, på The Podge and Rodge Show den 12 februari 2008. Den släpptes som välgörenhetssingel, och all vinst gick till sjukdomen cystisk fibros, och toppade den irländska singellistan.
- The Courteeners framförde en akustik coverversion under Live Lounge i BBC Radio 1.
- En cover på låten blev första singel från Timo Räisänens album ......And Then There Was Timo 2008.
- Snow Patrol har spelat in en cover på låten på Mencaps Little Noise Sessions, live på Union Chapel den 25 november 2007.[24] Inspelningen släpptes officiellt på samlingsalbumet Up to Now 2009.
- N-Dubz spelade in en cover på låten under Uncle B Tour. Då i medley med With You av Chris Brown
- Tvillingarna Nicola & Francine framförde en cover under Eurovision: Your Country Needs You, den brittiska uttagningen till Eurovision Song Contest 2009. Jade Ewen, som blev en populär artist i samband med tävlingen, kom att gå med i Sugababes sent under 2009.[25]

### Fotnoter
1. ↑  Notes on the new Sugababes single. PopJustice.
2. ↑  Sugababes: 'About You Now' Digital Spy.
3. ↑  http://www.brits.co.uk/nominations/40/ Arkiverad 1 februari 2009 hämtat från the Wayback Machine. brits.co.uk
4. 1 2 3 4 5 6 7 8 9  "Sugababes - About You Now worldwide chart positions and trajectories". aCharts.us. läst 20 oktober 2007.
5. 1 2  Sugababes - Chartography. aCharts.us. läst 31 december 2007.
6. ↑  BBC - Radio 1 - Chart Show - The UK Top 40 Singles
7. ↑  ”Arkiverade kopian”. Popdirt. 8 september 2007. Arkiverad från originalet den 5 juli 2007. https://web.archive.org/web/20070705051040/http://www.popdirt.com/modules.php?name=News. Läst 3 mars 2010.
8. ↑  http://pandora.nla.gov.au/pan/23790/20071020-0000/issue921.pdf
9. 1 2 3 4 5 6 7 8 9  http://www.lescharts.com/showitem.asp?interpret=Sugababes&titel=About+You+Now&cat=s
10. ↑  ”Czech Singles Chart”. Arkiverad från originalet den 2 oktober 2011. https://www.webcitation.org/query?url=http%3A%2F%2Fwww.ifpicr.cz%2Fhitparada%2Findex.php%3Fhitp%3DR&date=2011-10-02. Läst 5 december 2010.
11. ↑  Velkommen til Hit-listen.dk
12. ↑  Hungarian Airplay Chart
13. ↑  Slovakia Singles Chart Arkiverad 10 januari 2007 hämtat från the Wayback Machine.
14. ↑  ”Arkiverade kopian”. Arkiverad från originalet den 26 oktober 2007. https://web.archive.org/web/20071026000957/http://www.chartstats.com/songinfo.php?id=33405. Läst 26 oktober 2007.
15. ↑  Radio 1 Official Chart of the Decade, som sändes i BBC Radio 1 tisdagen den 29 december 2009, presenterades av Nihal
16. ↑  ”Arkiverade kopian”. Arkiverad från originalet den 15 juli 2011. https://web.archive.org/web/20110715105336/http://popdirt.com/miranda-cosgrove-at-the-macys-thanksgiving-day-parade/70410/. Läst 3 mars 2010.
17. ↑  Viacom press kit[död länk]
18. 1 2  ”Arkiverade kopian”. Arkiverad från originalet den 2 augusti 2009. https://web.archive.org/web/20090802205337/http://www.people.com/people/article/0,,20243679,00.html?xid=rss-fullcontent. Läst 3 mars 2010.
19. ↑  ”Arkiverade kopian”. Arkiverad från originalet den 19 februari 2010. https://web.archive.org/web/20100219233001/http://www.mirandacosgroveofficial.com/music/about-you-now-ep. Läst 3 mars 2010.
20. ↑  "Now That's What I Call Music! 30 Track Listing. http://www.nowthatsmusic.com/
21. ↑  ”Miranda Cosgrove - Billboard Chart History” (på engelska). Billboard. https://www.billboard.com/music/miranda-cosgrove/chart-history. Läst 3 juni 2021.
22. ↑  Martinas ursprungliga version på Youtube.
23. ↑  Interview snippet of the Radio 1 session.
24. ↑  ”Snow Patrol cover Sugababes at London chapel”. NME. 25 november 2007. Arkiverad från originalet den 2 januari 2010. https://www.webcitation.org/5mTrVnHcW?url=http://www.nme.com/news/snow-patrol/32728. Läst 2 januari 2010.
25. ↑  http://www.youtube.com/watch?v=GKhOx5pBZ8w
26. ↑  Preceding and Succeeding Singles Info